# Coffman Cove
Coffman Cove est une localité d'Alaska aux États-Unis, rattachée à la région de recensement de Prince of Wales - Outer Ketchikan, et dont la population était de 170 habitants en 2011.

## Situation - climat
Elle est située sur la côte nord-est de l'île du Prince-de-Galles, à 117 km au nord-est de Ketchikan et à 68 km au sud-est de Wrangell.
Les températures vont de 0 °C à 6 °C en janvier et de 8 °C à 21 °C en juillet.

## Histoire - activités
L'endroit a été nommé en 1886 par le lieutenant A.S. Snow, de l'U.S. Navy, en l'honneur d'un autre officier de l'expédition d'exploration, le lieutenant DeWitt C. Coffman (en). Coffman Cove n'est habité que depuis les années 1950. Originellement, Coffman Cove était un camp de bucherons. Si autrefois, la plupart des habitants vivaient dans des logements mobiles, actuellement, des maisons en dur y ont été construites par les habitants eux-mêmes. On y trouve un magasin de fournitures générales, une station service, une poste et deux églises.
Si autrefois l'activité à Coffman Cove était tournée vers le commerce du bois, elle vit maintenant essentiellement du tourisme, les habitants ont ouvert des hébergements et proposent la location d'équipements de camping pour la chasse et la pêche. Il subsiste toutefois une activité de pêche commerciale et d'élevage d'huîtres.

## Démographie
| 1980 | 1990 | 2000 | 2010 | - | - |
| ---- | ---- | ---- | ---- | - | - |
| 193  | 186  | 199  | 176  | - | - |

## Transports
Coffman Cove fait partie de l'archipel des Île du Prince-de-Galles. Un ferry dessert l'ensemble des communautés installées sur les iles, dont Coffman Cove, et les relient à l'aéroport de Klawock, plus proche piste d'atterrissage en dur. Une liaison en Hydravion opérée par l'état effectue des rotations régulières.
Le port de Coffman Cove peut recevoir des bateaux jusqu'à 200 pieds (60,96 m).

## Sources et références
- (en) CIS

- (en) Cet article est partiellement ou en totalité issu de l’article de Wikipédia en anglais intitulé « Coffman Cove, Alaska » (voir la liste des auteurs).

1. ↑  « Statistiques des États-Unis (Alaska) - Profils des communautés de 2010 » (consulté en octobre 2020)
2. ↑  (en) Coffman Cove sur le site du ministère du commerce de l'état d'Alaska.